# La ternura (pel·lícula)
La ternura és una pel·lícula còmica espanyola del 2023, basada en obra de teatre homònima d'Alfredo Sanzol La ternura. Està dirigida per Vicente Villanueva i protagonitzada per Emma Suárez, Gonzalo de Castro, Alexandra Jiménez, Fernando Guallar, Anna Moliner i Carlos Cuevas.

## Argument
Esmeralda és una reina maga que odia als homes perquè sempre han condicionat la seva vida i li han llevat la llibertat. Viatja en la Flota d'Índies amb les seves dues filles princeses (Rubí i Salmón) per casar-se en matrimonis convinguts pel Rei. Esmeralda, que no vol per les seves filles el seu mateix destí, desferma una tempesta que enfonsa el vaixell i les permet desembarcar a una illa que creu deserta. Tanmateix, a l'illa hi viuen un llenyataire i els seus dos fills, Verdemar i Azulcielo, que van fugir de la seva terra per tal de no veure dones mai més. Quan se n'adona d'aquest fet ella i les seves filles es disfressen d'homes.

## Repartiment
- Emma Suárez com reina Esmeralda[4]
- Gonzalo de Castro com llenyataire Marrón[4]
- Alexandra Jiménez com princesa Rubí[4]
- Fernando Guallar com llenyataire Verdemar[4]
- Anna Moliner com princesa Salmón[4]
- Carlos Cuevas com llenyataire Azulcielo[4]

## Producció
La pel·lícula és una coproducció hispano-dominicana de Priss&Batty, La Ternura la película AIE i Bahía Carey amb la participació de RTVE i Movistar Plus+. Fou rodada en exteriors a Las Palmas de Gran Canaria, Madrid i a la platja Cosón vora Santa Bárbara de Samaná.

## Estrena
La pel·lícula va rebre una preprojecció als Cines Kinépolis de Paterna el 25 de setembre de 2023. També estava previst que es projectés al Victoria Eugenia Antzokia durant una gala de RTVE del Festival Internacional de Cinema de Sant Sebastià 2023 el 28 de setembre de 2023. Distribuïda per Universal Pictures International Spain, fou estrenada a les sales espanyoles el 29 de setembre de 2023.

## Recepció
Enid Román Almansa de Cinemanía a puntuar la pel·lícula amb 4½ estrelles sobre 5, valorant que la pel·lícula és tan excèntrica i boja com divertidan.

## Repartiments
| Any  | Premi               | Categoria                        | Nominat                 | Resultat | Ref    |
| ---- | ------------------- | -------------------------------- | ----------------------- | -------- | ------ |
| 2024 | XXXVIII Premis Goya | Millor maquillatge i perruqueria | Eli Adánez, Juan Begara | Pendent  | [ 11 ] |